# По ту сторону 110-й улицы
«По ту сторону 110-й улицы» (англ. Across 110th Street) — американский кинофильм в жанре криминальной драмы. В главных ролях снялись Энтони Куинн, Яфет Котто и Энтони Франчоза. Режиссёр — Бэрри Шир. В своё время фильм связывали с жанром «блэксплойтэйшен», однако он сумел вырваться за рамки жанра. Это высоко оценили критики, в особенности Грейл Маркус.

## Сюжет
Действие фильма происходит в Гарлеме. 110-я улица — его неофициальная граница.
В полицейском департаменте 27-а округа Нью-Йорка вынуждены работать бок о бок два сыщика: один из них идеалист, молодой чёрный лейтенант Уильям Поуп (Котто), другой —  италоамериканец, расист, грубый и неуравновешенный, но опытный капитан Франк Мателли (Куинн). Они разыскивают трёх чёрных преступников, которые убили семь человек: трёх чёрных гангстеров, двух итальянских, а также двух патрульных полицейских. Во время вооружённого ограбления были похищены 300 000 долларов, принадлежавших Мафии, контролирующей Гарлем. Боевик мафии Ник Десальвио (Франчоза) и два его напарника тоже разыскивают грабителей. Джим Харрис (Пол Бенджамин), последний из уцелевших грабителей, в эмоциональной развязке фильма делает свой последний выбор.
В одной из множества сцен насилия Десальвио находит в борделе Гарлема водителя грабителей Генри Дж. Джэксона (Антонио Фаргас) и жестоко избивает его.

## В ролях
- Яфет Котто — Лейтенант Поуп
- Энтони Куинн — Капитан Мателли
- Энтони Франчоза — Ник Десальвио
- Антонио Фаргас — Генри Дж. Джексон
- Ричард Вард — Док Джонсон
- Джилберт Льюис- Шеви
- Джозеф Аттлз — Мистер Джесап
- Пол Бенджамин — Джим Харрис
- Эд Бернард — Джо Логарт

## Саундтрек
Заглавная песня фильма в исполнении Бобби Уомака, положительно отмеченная критиками, заняла 19-ю строчку «горячих чёрных хитов» журнала Биллборд в 1973 году. Позднее Квентин Тарантино использовал её в своём фильме 1997 года «Джеки Браун», отдав таким образом дань уважения жанру «блэксплойтэйшен». Песня также звучит в фильме Ридли Скотта 2007 года «Гангстер», а также в качестве музыкального сопровождения к видео-игре True Crime: New York City.
1. «Across 110th Street» (performed by Bobby Womack and Peace) (US #56, R&B #19)
2. «Harlem Clavinette» (performed by J.J.Johnson and his Orchestra)
3. «If You Don’t Want My Love» (performed by Bobby Womack and Peace)
4. «Hang On In There (instrumental)» (performed by J.J.Johnson and his Orchestra)
5. «Quicksand» (performed by Bobby Womack and Peace)
6. «Harlem Love Theme» (performed by J.J.Johnson and his Orchestra)
7. «Across 110th Street (instrumental)» (performed by J.J.Johnson and his Orchestra)
8. «Do It Right» (performed by Bobby Womack and Peace)
9. «Hang On In There» (performed by Bobby Womack and Peace)
10. «If You Don’t Want My Love (instrumental)» (performed J.J.Johnson and his Orchestra)
11. «Across 110th Street — Part II» (performed by Bobby Womack and Peace)